# Rhabdogaster lindneri
Rhabdogaster lindneri là một loài ruồi trong họ Asilidae. Rhabdogaster lindneri được Londt miêu tả năm 2006. Loài này phân bố ở vùng nhiệt đới châu Phi.